# Le Gang des bois du temple
Pour plus de détails, voir Fiche technique et Distribution.
Le Gang des bois du temple est un drame policier français réalisé par Rabah Ameur-Zaïmeche et sorti en 2023.

## Synopsis
Dans le quartier des Bois du Temple, Bébé et ses amis de son groupe de gangsters se préparent à voler un mystérieux prince arabe. Dans le même temps, un vétéran militaire (Régis Laroche) enterre sa mère.

## Fiche technique
Sauf indication contraire, les informations mentionnées dans cette section peuvent être confirmées par les bases de données cinématographiques IMDb et Allociné,  présentes dans la section « Liens externes ».
- Titre original : Le Gang des bois du temple
- Réalisation : Rabah Ameur-Zaïmeche
- Scénario : Rabah Ameur-Zaïmeche
- Musique : Annkrist et Sofiane Saidi
- Décors : Mohamed Aroussi
- Costumes : Julia Fouroux
- Photographie : Pierre-Hubert Martin
- Montage : Grégoire Pontécaille
- Son : Bruno Auzet
- Production : Rabah Ameur-Zaïmeche
- Sociétés de production : Sarrazink Productions
- Société de distribution : Les Alchimistes
- Pays de production :  France
- Langue originale : français
- Format : couleur
- Genre : drame policier
- Durée : 95 minutes
- Dates de sortie :
  - France : 
    - 16 septembre 2022 (Bordeaux)
    - 6 septembre 2023 (en salles)

## Distribution
Sauf indication contraire ou complémentaire, les informations mentionnées dans cette section proviennent du générique de fin de l'œuvre audiovisuelle présentée ici.
- Régis Laroche : Monsieur Pons
- Philippe Petit : Bébé
- Marie Loustalot : Linda
- Kenji Meunier : Mouss
- Salim Ameur-Zaïmeche : Tonton
- Kamel Mezdour : Melka
- Nassim Zazoui : Nass
- Rida Mezdour : Dari
- Sylvain Grimal : Sly
- Lucius Barre : l'intendant du prince
- Mohamed Aroussi : le prince
- Slimane Dazi : Jim (l'enquêteur)

## Divers
- Le film a été sélectionné dans le top 10 des Cahiers du Cinéma, lors de sa sortie en 2023[2].